# Viola (Kansas)
Viola es una ciudad ubicada en el condado de Sedgwick el estado estadounidense de Kansas. En el año 2010 tenía una población de 130 habitantes y una densidad poblacional de 325 personas por km².

## Geografía
Viola se encuentra ubicada en las coordenadas 37°29′1″N 97°38′42″O / 37.48361, -97.64500 (37.483526, -97.644918).

## Demografía
Según la Oficina del Censo en 2000 los ingresos medios por hogar en la localidad eran de $45,469 y los ingresos medios por familia eran $47,031. Los hombres tenían unos ingresos medios de $42,000 frente a los $20,625 para las mujeres. La renta per cápita para la localidad era de $16,804. Alrededor del 7.9% de la población estaban por debajo del umbral de pobreza.